# SK Hynix
SK Hynix Inc. es un proveedor de memorias de acceso aleatorio dinámico de semiconductores y circuitos de memoria flash de Corea del Sur. También conocido como Hyundai Electronics; hoy en día, cuenta con sitios de manufactura en Corea, Estados Unidos, China y Taiwán. Apple utiliza la memoria Hynix en algunas de sus computadoras iMac, MacBook y MacBook Pro y en los iPhone 6s.

## Productos

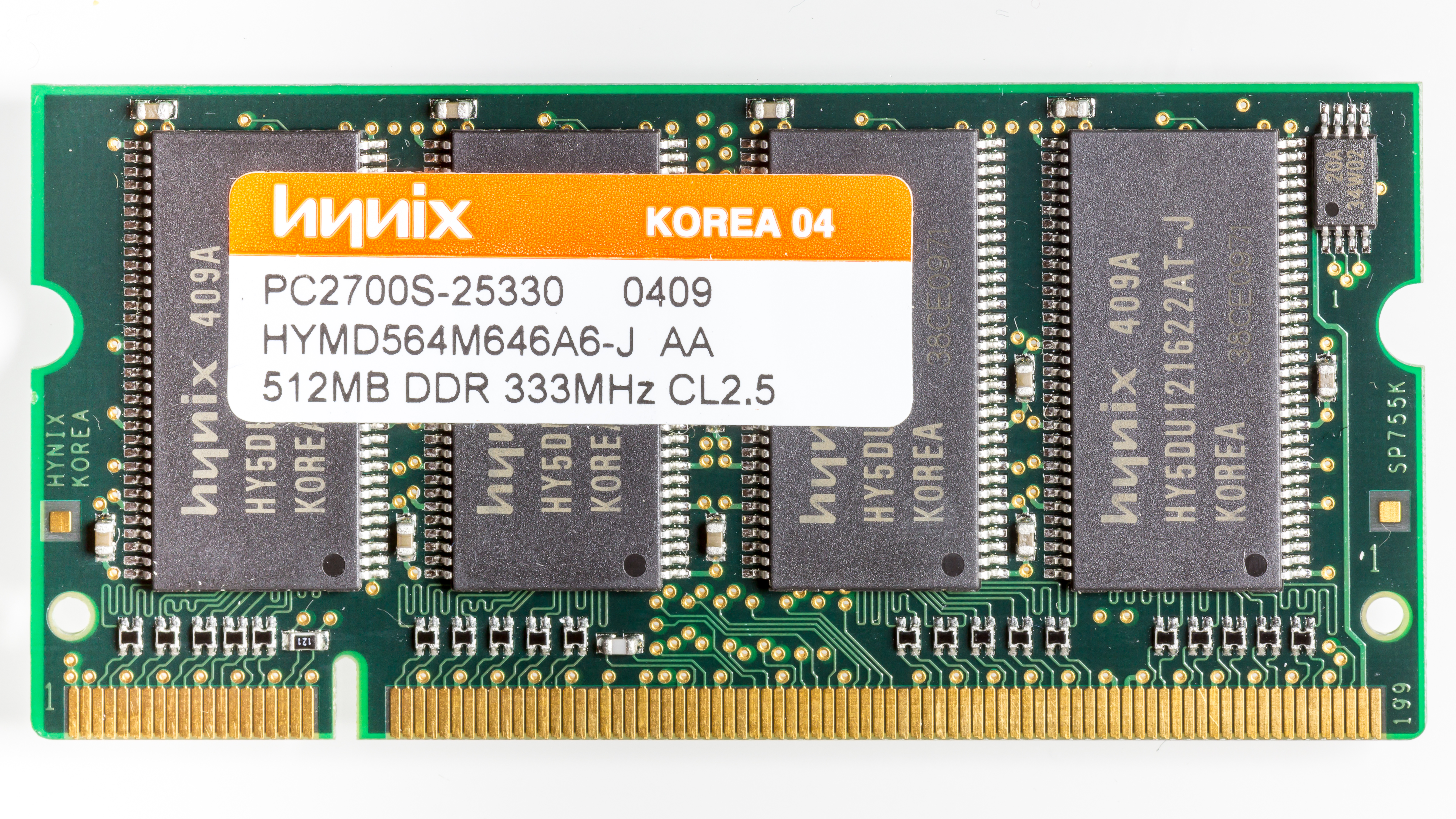
Un módulo de memoria Hynix SO-DIMM DDR de 512MB a 333 MHz.

SK Hynix produce una variedad de memorias de semiconductores, tales como:
- Memoria computacional
- Memoria de consumidores y de red.
- Memoria gráfica
- Memoria de móvil
- Flash NAND
- Sensor de imagen CMOS
- Unidad de estado sólido (SSD)